# Người đàn ông của lỗ
Người đàn ông của lỗ (1960 - 24 tháng 8 năm 2022)  là một cụm từ biệt danh do các quan chức sử dụng cho hai người đàn ông (một người đã qua đời vào năm 2012 và bây giờ chỉ còn lại một người) ở khu rừng rậm Amazon, Brazil. Họ được những người phát hiện ra đặt tên là Aura và Aure (Aure thì đã qua đời năm 2012, chỉ còn lại Aura). Các chuyên gia tin rằng hai người đàn ông này chính là hai thành viên cuối cùng của một bộ tộc biệt lập và Aura chính là thành viên cuối cùng còn sống sót của bộ tộc, nếu Aura qua đời thì bộ tộc này chính thức bị tuyệt chủng hoàn toàn trên thế giới. Tất cả mọi người (kể cả những người thuộc các bộ tộc xung quanh sống gần đó) hoàn toàn không thể biết được họ nói ngôn ngữ gì và cũng không thể hiểu được họ nói cái gì vì ngôn ngữ của hai người này hoàn toàn không giống một chút nào với các ngôn ngữ bản địa đã được biết tại khu rừng Amazon được sử dụng bởi nhiều bộ tộc khác nhau. Thậm chí mọi người cũng hoàn toàn không biết bộ tộc của họ được gọi tên chính thức là gì và họ là những người từ đâu đến.

## Tên gọi
Tên gọi "Người đàn ông của lỗ" được đặt ra vì lý do mọi người đã tìm thấy cái lỗ phía bên trong nhà của Aura và Aure. Ban đầu người ta tin rằng những cái lỗ này được sử dụng để bẫy thú hoặc để cho họ ẩn náu. Nhưng một số nhà quan sát cũng đã suy đoán rằng chúng có thể có ý nghĩa tâm linh đối với bộ lạc cũ của họ. Các lỗ này hẹp và sâu hơn 1,8 m.